# Christologie
Als Christologie (Lehre von Christus, von griechisch χριστός ‚der Gesalbte‘ und λόγος Logos, deutsch ‚Wort‘, ‚Lehre‘, ‚Vernunft‘) wird in der christlichen Theologie die Lehre über die Person und Bedeutung von Jesus von Nazaret bezeichnet. Die Christologie ist ein zentraler Teilbereich der systematischen Theologie. Sie will die Fragen nach seiner Person (Identität, „Natur“) und seinem Werk (Bedeutung, „Relevanz“) für die Gemeinschaft der Christen, die Kirche, den einzelnen Gläubigen und die Welt beantworten.

## Haupttypen
Das Zentrum der Christologie ist die Verkündung des Messias (hebräisch m’schiach, „der Gesalbte“) oder Christus im Anschluss an das öffentliche Auftreten von Jesus von Nazaret in Palästina um die Zeitenwende. Dementsprechend bedeutsam ist die Christologie im Rahmen der Theologie, die darauf folgend zuerst durch Paulus von Tarsus und in der weiteren Entwicklung durch die Kirchenväter verbreitet wurde.
Die christologische Lehrentwicklung in der Kirchengeschichte wird oft in Hauptepochen und entsprechende Haupttypen eingeteilt:
- die trinitarische Christologie der Alten Kirche: Sie ging im Anschluss an Joh 1 EU von der Identität des historischen Jesus mit dem ewigen Sohn Gottes aus und fragte von da aus, wie der ewige Gott das Menschsein annehmen konnte. Ihr Interesse war also darauf gerichtet, Gottes Identität in seiner Menschwerdung festzuhalten.
- die reformatorische Christologie: Sie ging vom Tod Jesu aus und fragte von dort aus, was dieser für Gottes Wesen und des Menschen Heil bedeute. Ihr Interesse war darauf gerichtet, das Heil des Einzelnen gerade im Menschsein und Sterben des Sohnes Gottes als Sühnetod zu entdecken.
- die anthropozentrische Christologie: Sie ging von allgemein menschlichen Daseins- und Verstehensbedingungen aus und interpretierte das Gottsein Jesu als Bestätigung und Erfüllung des vorab definierten wahren Menschseins. Ihr Interesse war auf die Akzeptanz der christlichen Religion unter den Bedingungen des aufgeklärten historischen Selbstbewusstseins gerichtet.

Seit der von Karl Barth inspirierten dialektischen Theologie der 1920er Jahre versuchten moderne Theologen, die Christologie aus den dogmatischen Alternativen der Vergangenheit herauszuführen und zwischen den Polen zu vermitteln. Dabei kam es zu einer Vielfalt neuer Entwürfe mit mehreren Schwerpunkten: Dialog mit dem Judentum, Ökumene, gegenwärtige ökologische, ökonomische und friedensethische Menschheitsprobleme.
In systematischer Betrachtung können die unterschiedlichen christologischen Positionen der letzten zweitausend Jahre als immer neue Lösungen des christologischen Trilemmas verstanden werden, das heißt als Versuche, folgende drei Sätze zusammenzubringen:
1. Jesus Christus war Mensch,
2. Jesus Christus ist Gott, und
3. Gott ist nicht identisch mit der Welt.

Es gab in der Kirchengeschichte vier Lösungstypen dieses Trilemmas:
- Modifikation des Menschseins Jesu Christi: Die leibliche Existenz des göttlichen Christus wird unterbewertet (so in den Christologien „von oben“ im Anschluss an die klassische Zweinaturenlehre) oder offen bestritten (zum Beispiel im Doketismus bzw. in der Gnosis des 2. Jahrhunderts).
- Modifikation der Göttlichkeit Jesu Christi: Jesus von Nazaret wird als Mensch wie jeder andere verstanden (so seit der Aufklärung in der historisch-kritischen Exegese und insbesondere im Atheismus, aber auch schon im Judentum zur Zeit des Urchristentums), oder zumindest als ein von Gott deutlich verschiedenes Wesen (so zum Beispiel im Arianismus, Jesus als „Weisheit Gottes“).
- Modifikation der Transzendenz Gottes: Der Abstand Gottes zur Welt gilt nicht mehr als unüberwindlich, dadurch können Satz (1) und (2) des Trilemmas logisch vereinbart werden (so zum Beispiel im theologischen Rationalismus oder der Gott-ist-tot-Theologie).
- Paradoxale Lösungen: Alle drei Sätze werden beibehalten, die logische Verbindung wird als unlösbar erklärt (so zum Beispiel in den christologischen Formeln des Konzils von Chalcedon oder auch bei Kierkegaard).

## Neues Testament
Ausgangspunkt jeder christologischen Theorie ist das urchristliche Zeugnis des Neuen Testaments. Dort stellt Jesus selbst seinen Jüngern folgende Frage (Mk 8,27ff ):

„Wer sagen die Leute, wer ich sei?“

Daraufhin nennen sie zunächst die damaligen jüdischen Vorstellungen: Johannes der Täufer, der als Prophet der Endzeit auftrat; der damals erwartete wiederkommende Elija; einer der Propheten. Demnach wurde Jesus noch nicht als möglicher Messiasanwärter wahrgenommen. Auf die weitere Frage:

„Und ihr, was sagt ihr, wer ich sei?“

folgt das Glaubensbekenntnis des Simon Petrus:

„Du bist der Christus!“

„Christus“ ist eine griechische Übersetzung des hebräischen „Messias“: Die Christologie des Neuen Testaments legt ursprünglich das Verhältnis der Person Jesu zum messianischen Erwartungshorizont des Judentums in der damaligen Verkehrssprache des römischen Weltreichs aus. Sie entfaltet primär das Verhältnis Jesu, seines Wirkens und Ergehens, zu JHWH, dem Gott Israels.
Die Evangelien und einige weitere Bücher des NTs enthalten eine Fülle von Titeln und Hoheitsaussagen über Jesus:
- der „Heilige Gottes“ (Mk 1,24 EU)
- „Mein Herr und mein Gott!“ (Joh 20,28 EU)
- Sohn Davids (Mk 10,47 EU)
- Sohn Gottes (Mk 1,11 EU; Röm 1,3 EU)
- Messias bzw. Christus (Mk 8,29 EU; Mk 14,62 EU)
- Menschensohn (Mk 2,10 EU; Mk 3,28 EU),
- König der Juden (Mk 15,2 EU),
- Erlöser (Heiland),
- Lamm Gottes (Joh 1,29 EU),
- Hohepriester (Heb 3,1 EU),
- Logos (Joh 1,14 EU)
- guter Hirte (Joh 10,12 EU), Brot des Lebens (Joh 6,35 EU), Licht der Welt (Joh 8,12 EU)
- Rabbi/Meister/Lehrer (Synoptiker)
- Kyrios (Herr) (zum Beispiel Lk 24,34 EU)

Wie konnte der gekreuzigte Jude Jesus so viele Titel auf sich ziehen und als Erlöser der ganzen Welt verkündet werden, so dass daraus eine neue Religion wurde? Diese Frage beschäftigt die historische Forschung insbesondere seit der Aufklärung. Zentral ist dabei die Frage, welches Selbstverständnis der historische Jesus hatte. Hielt er sich selbst für den, den andere in ihm sahen? Die Evangelien unterscheiden, in ihnen kommen Hoheitstitel wie „Herr“ oder „Christus“ fast nur in den Dialogen vor, aber kaum in den berichtenden Passagen; dort wird er bloß „Jesus“ genannt.
Die neutestamentlichen Belege werden folgendermaßen strukturiert:
- explizite Christologie: Titel und Hoheitsaussagen, die in Selbstaussagen Jesu auftreten
- evozierte Christologie: Titel und Hoheitsaussagen, die er bei seinen Zuhörern hervorruft und für sich gelten lässt
- implizite Christologie: Worte und Handlungen Jesu, die eine besondere göttliche Vollmacht ausdrücken und damit spätere Hoheitsaussagen begründen konnten.

Bei allen drei Varianten wird diskutiert, ob und welche Titel Jesus selbst schon zu Lebzeiten benutzte oder hervorrief, und inwieweit sie spätere Glaubensaussagen von Christen sind, die erst nach der Auferstehung Jesu Christi formuliert wurden.
Die implizite Christologie war nach Darstellung des Neuen Testaments wohl die Hauptursache für seine Kreuzigung: Da er sich in seinen Worten und Taten als souverän gegenüber den Satzungen Israels und auch den römischen Besatzern zeigte, wurde er als gefährlich für den Fortbestand des Kultes und die öffentliche Ordnung eingestuft.
Explizit spricht Jesus von sich nur als „Menschensohn“. Auch seine eigene, wahrscheinlich historische Gottesanrede „Vater, Papa“ (aramäisch familiär: Abba) betonte ein besonders intimes Verhältnis zu Gott. Die jüdischen Titel „Sohn Davids“ (zum Beispiel Mk 10,47 ) und „Sohn Gottes“ (Mk 1,11  und anderswo) sowie die römische Bezeichnung „König der Juden“ (Mk 15,2 ) fehlen in Eigenaussagen Jesu; nur selten und indirekt taucht der griechische „Christus“-Titel auf. Jesus widerspricht aber nicht, wenn andere ihn so nennen. Nur im Evangelium nach Markus widerspricht Jesus seiner öffentlich Benennung als „Sohn Gottes“, um der Welt nicht vorzeitig seine wahre Identität zu verraten: Dies repräsentiert die Theologie des „Messiasgeheimnisses“, mit dem der Evangelist Jesu Heilwirken (Mk 3,11 ) und seinen Kreuzestod (Mk 15,39 ) nachträglich deutete.
Die Titel „Kyrios“ und „Sohn Gottes“ tauchen vorwiegend im Kontext von nachösterlichen Visionsberichten und späterer Gemeindetheologie auf, vor allem in den urchristlichen Credoformeln. Als älteste Glaubensbekenntnisse gelten:
- Jesus ist der Herr (zum Beispiel in Phil 2,11 EU).

„Herr“ (griechisch Kyrios) ist die bewusste Übertragung des hebräischen Gottesnamens JHWH auf Jesus. Sie bezieht dessen Herrschaft auf das ganze Universum.
- Jesus war/ist der Sohn Gottes  (Mk 15,39 EU; Röm 1,3 EU): Dieses Bekenntnis basiert auf dem Gedanken der „Erwählung“ eines bestimmten Menschen zum „Offenbarer“ und „Abbild“ Gottes (Mk 1,11 EU).

Wieweit damit jedoch schon eine zweite „göttliche Person“ neben dem Schöpfer der Welt, dem „Vater“ Jesu, gemeint war, ist in der Forschung umstritten. Schon die Evangelien zeigen die Spannung zwischen der Hoheit und Vollmacht Jesu einerseits und seiner Ohnmacht und seinem Sterben für die Menschheit andererseits.
Das erwähnte Messiasbekenntnis des Petrus („Du bist der Christus!“) bekennt ihn als den endgültigen unüberbietbaren Heilsmittler im Unterschied zu allen vorläufigen Propheten. Aber ein solches Bekenntnis drückte nicht unbedingt eine „göttliche Natur“ Jesu aus. Diese ist im Judentum, in dessen Glaubenstraditionen Jesus von Nazaret und seine ersten Nachfolger sich bewegten, kaum vorstellbar: Dort war das erste der Zehn Gebote maßgebend, das die Anbetung eines Menschen als Gott neben Gott streng verbietet. Dementsprechend wird in den altkirchlichen Bekenntnissen Jesus nicht als jemand neben Gott, sondern als Hypostase in Gott beschrieben.

## Trennung vom Judentum
Während das Judentum bis heute auf das Kommen des Messias (wörtlich: der Gesalbte) wartet, ist die Ansicht der Christen: In Jesus ist der Christus (wörtlich: der Gesalbte) erschienen. Die erste Christologie bewegte sich also im Rahmen jüdischer Messianologie, die aber schon zu jener Zeit vielfältige Ausgestaltungen kannte: Es gab eine prophetische Messianologie, die mit der Wiederkunft des Elija rechnete, eine königliche Messianologie, die einen Davidsohn erwartete. Aus Qumran kennen wir auch die Erwartung eines priesterlichen Messias von Aaron oder aus dem Stamme Levi. Das Wirken beziehungsweise das Schicksal des Gesandten oder Erwählten konnte dementsprechend mehr politisch, mehr kultisch oder prophetisch verstanden werden – bis zum leidenden Messias, der im verstoßenen Joseph oder dem leidenden Gottesknecht in den Visionen Jesajas sein Vorbild fand.
Christliche Aussagen über Jesus knüpfen an verschiedene Modelle an, ohne dass dahinter schon ein theologisches Gesamtkonzept stand. Im Vordergrund stehen königliche Motive (Psalm 110 ist die meistzitierte AT-Stelle des Neuen Testaments), aber auch prophetische oder priesterliche und finden die leidenden Aussagen Anwendung auf Person und Geschick Jesu. Allen christlichen Motiven ist gemeinsam: In Jesus Christus ist der verheißene Messias gekommen, nach ihm kommt keiner mehr. Er ist also nicht nur Erwählter oder Gesandter, sondern gewissermaßen der Messias aller Messiasse, das Siegel der Propheten.
So finden sich in der christlichen „Messianologie“ auch Motive, die über die üblichen jüdischen Messiasprädikationen hinausgehen: So ist „Sohn Gottes“ zwar im königlichen Kontext noch möglich, aber nicht üblich. Die schon vom Evangelium nach Johannes vorgetragene Einheit aus Vater und Sohn, die Verbindung mit der griechischen Logos-Philosophie, die Gleichsetzung im Brief an die Hebräer von Jesus Christus mit Melchisedek dem Priesterkönig vor aller jüdischen Priesterschaften und Königtümern – überall finden sich schon in frühester Zeit Zeugnisse, dass sich eine Christologie entwickelte, die sich bewusst von jüdischer Messianologie abhob, um die besondere Würde der Person Jesu Christi zu beschreiben.
Im Ganzen blieb dies aber unsystematisch und bildete ein Sammelsurium aus Hoheitstiteln und Prädikationen (siehe oben) die noch nicht auf einen einheitlichen Begriff zu bringen waren. Im Mittelpunkt stand anfangs auch nicht die systematisch-theologische Darstellung nach außen, sondern die Gewissheit für den Gläubigen: Jesus Christus, Gottes Sohn, (mein) Retter (Das sogenannte ICHTHYS-Bekenntnis). In der Auseinandersetzung mit Irrlehrern und der notwendigen Darstellung nach außen wurde aber bald eine systematischere Ausarbeitung notwendig, die bei der Verschiedenheit der Traditionen freilich reichlich Konfliktstoff barg.

## Alte Kirche

### Ewiger Sohn Gottes – wirklicher Mensch?
Im jüdischen Einflussbereich bezeichnete der Titel „Sohn Gottes“ die Willens- und Tateinheit des Menschen Jesus mit Gott. Er ist der (gute oder gehorsame) „Sohn“, weil er Gottes in der Tora geoffenbarten Willen ganz erfüllt hat. Auch seine Werke, wie beispielsweise die Sündenvergebung, wären ohne Gottesherkunft blasphemisch gewesen.
Im Zuge der Ausbreitung des Christentums im Römischen Reich verschob sich die Bedeutung des Titels „Sohn“. Im hellenistisch beeinflussten Mittelmeerraum stellte sich immer stärker die Frage nach der „Natur“ oder dem „Wesen“ (lateinisch: „substantia“) der Person Jesu Christi.
Denn wenn Jesus Mensch und sein Leiden Ausdruck freiwilliger Erniedrigung (Kenosis) des Sohnes Gottes aus der Sphäre Gottes (Phil 2,1–11 ) war, dann ergab sich daraus die Vorstellung seiner Präexistenz, das heißt seines ewigen Seins beim Vater schon vor der Menschwerdung (Joh 1,1–18 ).
Die in diesen Überlegungen enthaltenen Paradoxien und logischen Denkprobleme waren Hauptthema der Theologie der ersten christlichen Jahrhunderte. Sie führten zu einer Abfolge dogmatischer Streitfragen, die autoritativ mit kirchlichen Lehrentscheidungen beantwortet wurden. Dabei wurde die Diskussion um Jesu Menschlichkeit zum großen Teil parallel zur Diskussion um seine Göttlichkeit geführt, da sich angesichts des Todes Jesu beide Aspekte überschneiden:
- Wie kann der ewige Sohn Gottes sterblicher Mensch werden, ohne aufzuhören, Gott zu sein?
- Wie kann der Sohn Gottes als wirklicher Mensch alle Menschen erlösen?

Der Hebräerbrief brachte das Problem so auf den Punkt (Heb 2,18 ):
„Denn worin er selbst gelitten hat und versucht wurde, kann er denen helfen, die versucht werden.“ Das berührt schon die enge Verbindung der christologischen Debatte zur Soteriologie: Wenn Jesu Tod die Menschen erlöst haben soll, müsste Jesus ganz Mensch gewesen sein, mit einem eigenen – menschlichen – Willen. Diese Auffassung stand oft hinter der Ablehnung von Theologien, die die Göttlichkeit Jesu auf Kosten seiner Menschlichkeit betonten.

### Kanon- und Herausbildung des Credos
Die mit der Herausbildung des Kanons verbundene Abgrenzung wirkte sich auch auf die Christologie aus. Einige Bücher genossen bereits am Beginn des 2. Jahrhunderts hohe Autorität: Vor allem die vier Evangelien, die Apostelgeschichte des Lukas und die Paulusbriefe. Andere waren noch umstritten, etwa die Offenbarung des Johannes und der Brief an die Hebräer. Bis etwa 400 n. Chr. klärte sich der Umfang der neutestamentlichen Schriftensammlung. Mit dem Kanonsprozess verbunden war die ausdrückliche Ablehnung aller gnostisch beeinflussten Schriften. In diesen wurde Jesus kaum als wahrer Mensch gesehen, sondern seine Unsterblichkeit betont. Die Doketisten etwa behaupteten, dass Jesus nur scheintot gewesen sei.
Einen ersten Abschluss fand die Christologie auf dem ersten Konzil von Nicäa (325) sowie im nicäisch-konstantinopolitanischen Glaubensbekenntnis (381).

### Entwicklung der Trinitätslehre
Vorausgegangen waren intensive Auseinandersetzungen um die Interpretation der Person Jesu Christi, insbesondere in Bezug zum Gottsein Gottes. Nach Ansicht vieler Historiker kam es zu diesen Problemen, als das Christentum mit der griechischen Philosophie, insbesondere der Logik des Aristoteles, in Berührung kam, und philosophisch gebildete Christen versuchten, ihren Glauben in ein widerspruchsfreies System zu bringen.
Im 2. Jahrhundert war dabei die hellenistisch orientierte Alexandrinische Schule führend:
Sie verband jüdischen und griechischen Geist, übernahm die Logos-Lehren des Platonismus und vertrat den vierfachen Schriftsinn. Ab 250 gewann die orthodoxe, anti-spekulative Antiochenische Schule an Einfluss. Sie vertrat eine Trinitäts- (Dreieinigkeits-)lehre, die besagt, dass der eine Gott als „Sein-in-Beziehung“ von drei „Personen“ zu denken sei: als Schöpfer, Erlöser und Heiliger Geist. Dieses Denkmodell ist das logische Pendant zum Inkarnationsdogma: Es soll erklären, wie der ewige Sohn Gottes als sterblicher Mensch wieder zu Gott zurückkehrt und dabei seinen Geist über seine Kirche ausgießt, um Glauben und Erkennen des wahren Gottes zu schaffen. Als Spitzensatz kann das Christentum formulieren: Jesus ist Gott.
Eine Trinitätslehre taucht im Neuen Testament noch nicht auf. Sie wird aber aus einigen seiner Glaubensaussagen, wie der der Präexistenz des Logos (Joh 1,1ff ), abgeleitet. Eine proto-trinitarische Formel enthält auch der Missionsbefehl nach Matthäus (Mt 28,19 ).
Gott wird in der christlichen Kirche als dieser dreieinige Gott angebetet. Das markiert auch den unüberbrückbaren Gegensatz zum Judentum und später zum Islam, die Gott nur als eine unteilbare, ewige Person im Gegensatz zu allem Geschaffenen denken und anbeten. Der Islam betrachtet das Christentum aufgrund der Trinitätslehre dabei letztlich als einen Polytheismus.

### Die konstantinische Wende
Im Römischen Reich hingen die christologischen Debatten eng mit dem Kampf der Kirche um Anerkennung zusammen. Mit der Mailänder Vereinbarung Konstantins I. von 313 kam ein Durchbruch: Nach jahrhundertelanger Verfolgung wurde dem Christentum volle Glaubens- und Kultfreiheit gebilligt. Diese konstantinische Wende hatte jedoch zur Folge, dass der römische Kaiser in den folgenden Jahrhunderten der Spätantike persönlich Einfluss auf die innerkirchliche Lehrentwicklung nahm. Er berief Konzilien ein und setzte die Kompromissformel des homoousios (Wesensgleichheit) durch: Jesus Christus ist als Gottes Sohn „wesensgleich“ mit Gott dem Vater.

### Die Zwei-Naturen-Lehre
Zwischen 380 und 393 erklärte Kaiser Theodosius I. das Christentum mit dem Dreikaiseredikt und weiteren Erlassen schrittweise zur Staatsreligion des Römischen Reiches. Daraufhin wurde die Einigung aller Christen auf einen gemeinsamen Glauben umso nötiger. Der Streit um das Wesen Jesu Christi dauerte (trotz mehrerer Einigungsversuche) die gesamte Spätantike an. Schon 325 hatte das erste Konzil von Nicäa die Trinität thematisiert, aber dogmatisch fixiert wurde sie erst 381 im nicänisch-konstantinopolitanischen Glaubensbekenntnis des ersten Konzils von Konstantinopel. Ein vorläufiger Abschluss der altkirchlichen Theologie wurde 451 auf dem Konzil von Chalcedon erreicht. Dort wurden abgelehnt:
- der Arianismus, auch wenn er in Christus Gott sieht (Logostheologie), ihn jedoch als nicht ewig bezeichnet, sondern als von Gott gezeugt.[6]
- der Monophysitismus, wonach das Göttliche und das Menschliche eine ungeteilte und vermischte gott-menschliche Natur bildeten (siehe hierzu auch Doketismus bzw. Aphthartodoketismus)
- der Nestorianismus, wonach das Göttliche und das Menschliche in Jesus weitgehend geteilt und unvermischt sind.

Das Ergebnis war die Dogmatisierung der Zwei-Naturen-Lehre (Dyophysitismus), die besagt, dass Jesus Christus „wahrer Gott“ (die zweite Person der Dreieinigkeit) und „wahrer Mensch“ zugleich ist, indem er zwei Naturen in sich vereint, die göttliche und die menschliche. Beide seien in Christus „unvermischt“ (ἀσυγχύτως, asynchytos), „unverwandelt“ (ἀτρέπτως, atreptos), „ungetrennt“ (ἀδιαιρέτως, adiairetos) und „unzerteilt“ (ἀχωρίστως, achoristos) erkennbar, wobei sich die ersten beiden Adverbien gegen die Häresie des Eutyches, die beiden letzteren gegen die des Nestorius wenden. Dieses Dogma ist gemeinsame ökumenische Lehrgrundlage der Kirchen des Abendlandes, außer für die damals widersprechenden altorientalischen Kirchen. Auf dieser Basis baute fortan der Hauptstrom der christologischen Diskussion auf.

## Römisch-katholische Kirche

### Erbsünde
Das Dogma der Erbsünde besagt, dass der Mensch von Geburt an Sünder, als solcher von Gott getrennt ist und sich nicht aus eigener Kraft erlösen kann. Das ist die Voraussetzung dafür, dass diese Trennung nur durch Jesus Christus überwunden werden kann. Das Heilsgeschehen, Gottes Inkarnation und Erlösungswerk, ist der logische Gegenpol zur Erbsündentheorie.
Diese gilt in der katholischen Lehre, aber auch in der lutherischen Orthodoxie und in evangelikalen Richtungen als Unterscheidungsmerkmal von anderen Glaubensweisen und Prüfstein für den eigenen rechten Glauben. Über die genaue Art dieser Erlösung und den Weg dazu sind die verschiedenen christlichen Konfessionen jedoch uneins.

### Scholastik
Erst die Scholastik knüpfte wieder stärker an die Paulinischen Vorstellungen vom Sterben und Leben Jesu an. Der Erste, der dieselben in einen dialektisch gefassten, allerdings durch die juristische Schablone des Mittelalters bedingten Ausdruck brachte, war Anselm von Canterbury mit seiner Satisfaktionslehre. Er führte in einer bis dahin nicht erreichten Vollständigkeit der Argumentation den Gedanken durch, dass Gott zur Wiederherstellung der ihm durch die Sünde entzogenen Ehre und zugefügten Beleidigung notwendig habe Mensch werden müssen, um so als Gottmensch durch freiwilligen Tod die Schuld abzutragen, die außer ihm niemand abtragen konnte, und den Widerstreit der göttlichen Liebe mit der göttlichen Gerechtigkeit und Heiligkeit auszugleichen.
Über diese sogenannte Satisfaktionstheorie entbrannte ein heftiger Streit zwischen den Schulen des Thomas von Aquin und des Johannes Duns Scotus. Thomas trat in die Fußstapfen Anselms und legte besonderes Gewicht auf das „überschüssige Verdienst“ des Todes Jesu. Duns Scotus hingegen stellte das Zureichende desselben in Abrede und bahnte so die Lehre von der sogenannten Akzeptilation an.

## Reformation

### Martin Luther
Im Altertum und im Mittelalter waren die Christen davon überzeugt, dass Jesus „wahrer Gott“ war, bevor er Mensch wurde. Der Augustinermönch Martin Luther fand zur Christologie einen neuen Zugang. Er entdeckte 1517 im Brief des Paulus an die Römer (Röm 1,17 ) die Gerechtigkeit allein aus dem Glauben: Der Mensch könne Gottes Gerechtigkeit nicht durch eigene Leistung, sondern nur durch das Geschenk der Gnade erlangen. In seinen 95 Thesen bekämpfte Luther den Ablasshandel, löste die Reformation aus und führte ungewollt eine Kirchenspaltung herbei.
Luther redete vom Sohn Gottes stets unter Miteinbezug seines wahren Menschseins: „Im Spiegel des Menschseins Jesu erkenne ich den wahren Gott“. Christen können an den wahren Gott nur glauben, weil der Mensch Jesus diesen wahren Gott offenbart, indem er die Gnade dieses Gottes ohne ihr Zutun schenkt.
Luther übernahm zwar die altkirchlichen Dogmen, gab ihnen aber zum Teil andere Bedeutungen, indem er sich von der scholastischen Metaphysik und dem thomistischen Dogma der „duplex veritas“ lossagte. Er fand die Wahrheit Gottes allein im Gekreuzigten, nicht in behaupteten Analogien der Schöpfung, die Gottes Offenbarung in Christus nur noch bestätigt. Als Glaubensgrundlage ließ er nur den wörtlichen Sinn (Literalsinn) des biblischen Wortes gelten.
Die Reformation versuchte die Zwei-Naturen-Lehre mit der Zwei-Stände-Lehre zu konkretisieren: Der wahre Gott ist der sich ins sterbliche „Fleisch“ erniedrigende Gott, der wahre Mensch ist der an Gottes Seite erhöhte Gekreuzigte. So kommt es in der einen Person Jesu Christi zu einem „Austausch“ der Eigenschaften zwischen Gott und Mensch („communicatio idiomatum“).

### Reformatoren neben Luther
Doch schon zu Lebzeiten Luthers kam es innerhalb des reformatorischen Christentums erneut zum Dogmenstreit, der sich diesmal vor allem an der Abendmahlslehre (Zwingli) entzündete und zur Aufspaltung in drei evangelische Richtungen – Lutheraner, Reformierte, Freikirchen (mit den Täufern als ihren ideellen Vorläufern) – führte.

### Die evangelische Theologie nach Luther
Im Luthertum wird Jesus Christus als die Erfüllung und Überwindung des richtenden „Gesetzes“ verstanden, das Gott im Alten Testament offenbart hat. Der Genfer Reformator Johannes Calvin betonte, dass dieses Gesetz Teil des Israelbundes sei, den Jesus Christus erfüllt.
Seit den 1980er Jahren betonen einige deutsche evangelische Landeskirchen, dass das Bekenntnis zu Christus mit einem Bekenntnis zu Israels unkündbarer Erwählung verbunden ist. So erhält das Judesein Jesu christologischen Rang: Jesus ist „wahrer Mensch“, weil er als Sohn einer jüdischen Mutter geboren wurde. Als Repräsentant des erwählten Volkes Israel bezog er die Christen aus Gnade in Gottes Israelbund ein. Das wird als Grund für die universelle Erlösung gesehen.

## Aufklärung
Im Gefolge des Dreißigjährigen Krieges mündeten die Renaissance des griechischen Geistes und der Humanismus in die Aufklärung. Die Philosophie emanzipierte sich immer mehr vom kirchlichen Alleinvertretungsanspruch auf die Wahrheit. Man begann nun, den „historischen Jesus“ zu suchen, um seine wahre Menschlichkeit kritisch gegen die kirchlichen Dogmen aller Konfessionen ins Feld führen zu können. Einen Anstoß dazu gab die Schrift Apologie oder Schutzschrift für die vernünftigen Verehrer Gottes von Hermann Samuel Reimarus, die in Teilen nach Reimarus’ Tod von Gotthold Ephraim Lessing veröffentlicht wurde.
Hatte der Protestantismus lange einseitig die Gottheit Christi in Wort und Bild betont, vertraten damals moderne Theologen eher Wege einer Christologie von unten: Sie gingen von der Menschlichkeit Jesu aus, ohne immer ganz oben anzukommen. Die Betonung des wahren Menschseins Jesu eröffnete die Perspektive auf die Menschenfreundlichkeit Gottes und die Relevanz Jesu im Leben der Einzelnen. Christologie von unten setzt beim Menschen Jesus an, konkretisiert unter anderem seine Reich-Gottes-Predigt als politischen, diesseitigen Anstoß zu einer gerechteren Welt.

## Protestantismus des 19. Jahrhunderts
Hier galt Jesus oft als Verkörperung des „absoluten Geistes“ (Georg Wilhelm Friedrich Hegel, spekulativer Idealismus), des „Gefühls der schlechthinnigen Abhängigkeit“ (Friedrich Schleiermacher, romantische Bewusstseinstheologie) oder der „sittlichen Entscheidung“ (Wilhelm Herrmann, neokantischer Idealismus), so dass die christliche Religion sich als „Wesen“ (Essenz) aller Religionen darstellte. Die kirchliche Theologie bezog Jesus oft nicht mehr auf die Verheißungen an Israel, sondern auf andere, zur Offenbarung aufgewertete Größen wie „Volk“, „Staat“, „Rasse“.
Die Abtrennung der Verheißungen des Alten Testaments rächte sich im 20. Jahrhundert: Jesus konnte zum „Arier“ umgedeutet werden (Emanuel Hirsch). Die nationalistische und rassistische Selbstaufgabe vieler Christen und die staatliche Gleichschaltung der evangelischen Kirchen fand ihren Höhepunkt in der Zeit des Nationalsozialismus. Der jahrhundertelange christliche Antijudaismus machte die Kirchen weitgehend wehrlos gegen totalitäre Ideologie und Völkermord.
Im liberalen Christentum wird das Bekenntnis zu Jesus Christus als einzigem Zugang zum Heil inklusiv und nicht exklusiv verstanden, und die Lehre von der Erbsünde wird abgelehnt. Das heißt, dass anderen Glaubenweisen ebenfalls ein möglicher Zugang zur Wahrheit zugestanden wird. Auch in der katholischen Lehre der „verstreuten Lichtfunken“ (logoi spermatikoi) wird anerkannt, dass andere Religionen Wahrheiten enthalten und verkünden; siehe dagegen Absolutheitsanspruch.
Jesus wird im liberalen Christentum als menschlicher Mensch gesehen, der sich ohne eigene Machtansprüche den Schwachen und Ausgestoßenen zugewandt hat und eben darum von Gott „erhöht“ wurde (Phil 2,11 ).

## Christologie nach 1918
Der Erste Weltkrieg markierte auch in der Theologie einen tiefen Einschnitt: Viele der liberalen, pietistischen und orthodoxen Formen des Christentums hatten kläglich versagt und sich dem nationalistischen Rausch anheimgegeben. Mit seinem ersten Römerbrief-Kommentar von 1919 betrat ein neuer Theologe die Bühne: Karl Barth. Er brach gründlich mit der überkommenen anthropozentrischen Religionstheologie und vertrat mit ungekannter Radikalität: Gott ist GOTT gegen alle menschlichen Versuche, seiner habhaft zu werden.

## Christologie nach 1945
Christlicher Glaube bedeutet, sich an einen Gott zu wenden, der sowohl allmächtiger Vater als auch als Sohn Gottes ein Schicksalsgefährte menschlicher Ohnmacht ist – und in beidem Gott.
Einige Theologen betonten die Menschlichkeit Jesu. Für Dietrich Bonhoeffer zeigen Gottes Menschwerdung und Kreuz eine umfassende Liebe zur Welt und begründen eine Theologie der Diesseitigkeit. Sein Gedicht Christen und Heiden zeigt die Vorstellung von einem an der Welt leidenden Gott, der den Menschen zur Anteilnahme auffordere. Für Karl Barth spendet die „Menschlichkeit Gottes“ in Jesus Trost.
Die Theologie nach Auschwitz achtet darauf, dass die Darlegung des Wirkens Jesu, insbesondere die „gefährliche Erinnerung“ (Jürgen Moltmann) an die konkrete Passionsgeschichte, keinen Anhaltspunkt für eine anti-jüdische Einstellung bietet („Christologie ohne Antijudaismus“).
Im Bereich der katholischen Theologie wendet sich eine „Christologie von unten“ seit den 1970er Jahren dem historischen Jesus zu. Sie versucht eine Deutung als Christus zuerst „von unten“, von seinem Leben her, und wendet sich erst sekundär dem nachösterlich erhöhten Christus und Kategorien wie der Dreifaltigkeit zu. Vertreter dieser Richtung sind unter anderem Walter Kasper oder Hans Küng. Hermann Stenger bezieht sich als Pastoraltheologe ausdrücklich auf die Hirtenrolle Jesu, an der alle Christen teilhaben. Poetische Aspekte der Christologie wurden von Alex Stock zusammengestellt.
Die freikirchliche Theologie versucht die direkte Rückführung christologischer Vorstellungen auf Bibeltexte. Franz Graf-Stuhlhofer verweist auf zahlreiche, insbesondere im Neuen Testament bezeugte Gemeinsamkeiten zwischen Jesus einerseits und Gott Vater sowie Jahwe andererseits.